# Wonderbook
Wonderbook est une série de jeux vidéo d'action sur PlayStation 3 en utilisant le Wonderbook, un objet en forme de livres. Les jeux sont codés en LUA, édités par Sony Computer Entertainment, développés par SCE London Studio.

## Jeux

### Harry PotterBook of Spells(2012) etLe Livre des potions(2013)
Deux jeux écrits par J. K. Rowling s'inscrivent dans l'univers d'Harry Potter :
- Wonderbook: Book of Spells
- Wonderbook: Le Livre des potions (Book of Potions)

Les jeux se composent de petites histoires, de poèmes, de leçons de magie et d'énigmes simples à résoudre.
Un livre en carton comportant des images et symboles se place à distance adéquate de la caméra PlayStation Eye. Le livre permet au joueur de faire apparaître sur écran différentes séquences avec lesquelles il peut interagir grâce à la manette PS Move (baguette magique). Il pointe le passage du livre qu'il souhaite lire pour activer une séquence de jeu sur l'écran. Pour apprendre un sortilège de l'univers, le joueur prononce l'incantation à haute voix et trace dans les airs le symbole correspondant avec sa manette / baguette. Pour le second opus, le joueur peut préparer des potions magiques et les utiliser pour relever des défis.

### Diggs détective privé(2013)
Diggs détective privé (Diggs Nightcrawler) permet au joueur de suivre les aventures de l'enquêteur Diggs à la recherche de l'assassin de son patron.

### Sur la terre des dinosaures(2013)
Wonderbook : Sur la terre des dinosaures (Walking with Dinosaurs) est basé sur la série documentaire du même nom.